# Gare de Rives
Gare de Rives vasútállomás Franciaországban, Rives településen.

## Vasútvonalak
Az állomást az alábbi vasútvonalak érintik:
- Lyon-Perrache-Grenoble-Marseille-vasútvonal
- Saint-Rambert-d'Albon - Rives line

## Kapcsolódó állomások
A vasútállomáshoz az alábbi állomások vannak a legközelebb:
- Gare de Réaumont - Saint-Cassien (Gare de Marseille-Saint-Charles)
- Beaucroissant railway station (Lyon-Perrache pályaudvar)